# 주교 반지

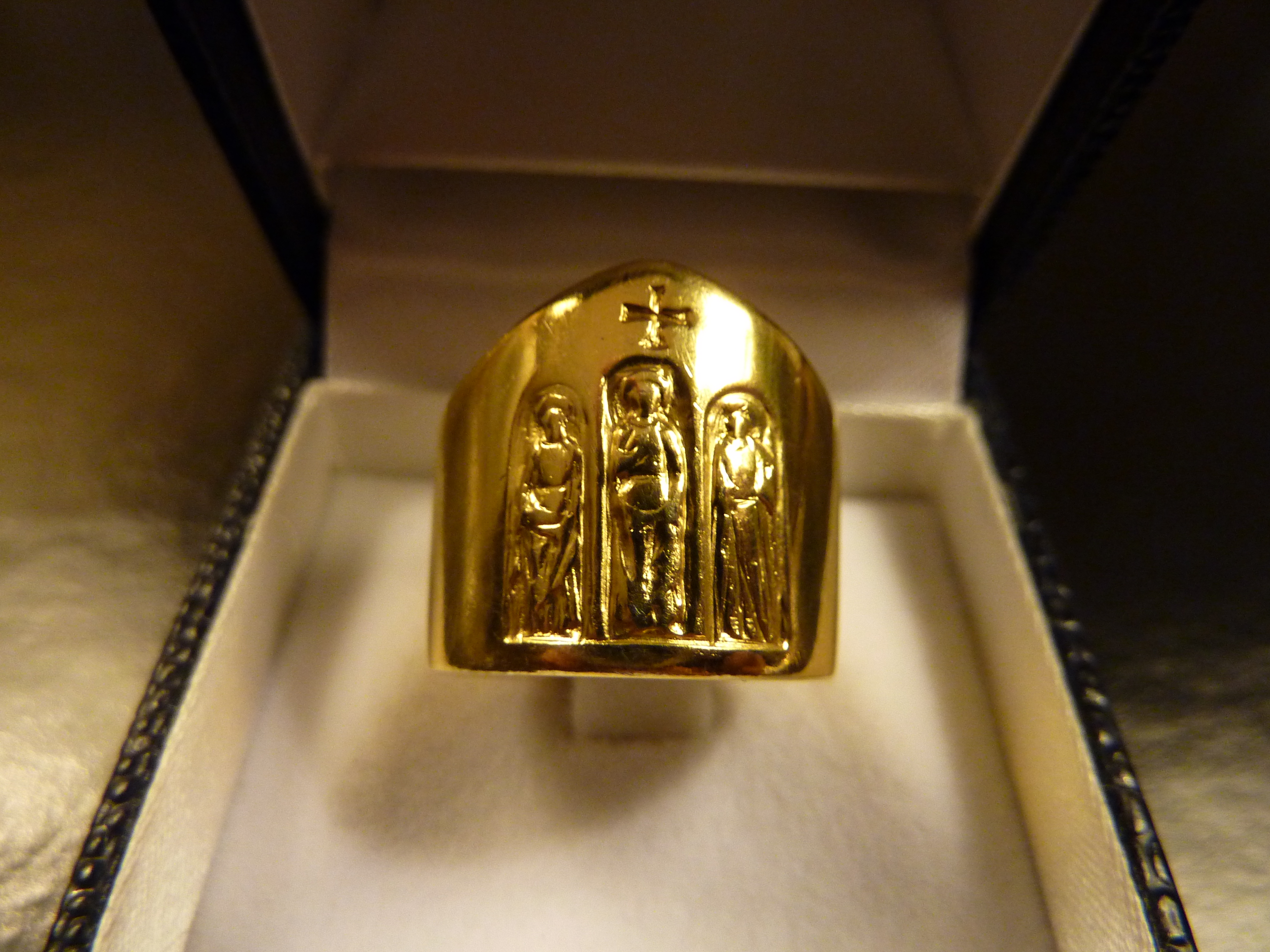
교황 바오로 6세가 1965년 12월 공의회 교부들에게 선물한 공의회 참석 기념 주교 반지

주교 반지(主敎 斑指, 라틴어: anulus episcopalis)는 가슴 십자가와 함께 기독교 주교들이 사용하는 주교 표지이다.
주교 반지는 신의의 표지이며 주교가 자신의 정배인 교회와 맺은 결합의 표지로 언제나 끼고 있어야 한다. 또한 하느님의 백성을 향한 하느님의 신의의 표지가 된다.
전례에서 손을 씻고 닦는 부분에서 필요하다면 주교 반지를 뺄 수 있다. 주교는 손을 닦고 다시 반지를 낀다.
주교 반지는 금이나 은과 같은 고상한 금속을 재료로 하여 보석과 함께 또는 보석 없이도 만들 수 있다.